# 交通部臺灣區國道新建工程局
交通部臺灣區國道新建工程局（簡稱國道工程局、國工局）是中華民國交通部曾設置的附屬任務編組機關，負責規劃、計畫、興建中華民國國道路線；除了興建國道為主要工作之外，也代辦各種與交通有關或中央政府單位、國立學校的公共工程。1990年1月5日成立，2018年2月12日裁撤、與交通部臺灣區國道高速公路局整併為交通部高速公路局。

## 沿革
- 西元1980年代，中華民國政府為了紓解中山高速公路日漸飽和的運輸量，中華民國交通部籌劃興建第二南北高速公路，隨後於1987年3月5日成立「交通部北部第二高速公路工程處」，主要辦理北部第二高速公路（北二高；即福爾摩沙高速公路北部路段）的興建事宜。此外，為縮短臺北市與宜蘭縣間的行車距離，並紓解臺北都會區的人口壓力、加速臺灣東部地區開發、擴大蘇澳港功能，1989年4月17日交通部成立「交通部南宜快速公路工程籌備處」，主事南港─宜蘭間快速公路（即北宜高速公路）的規劃與興建事宜，處長歐晉德。
- 1990年1月5日，由於北二高速公路及南宜高速公路均為台灣整體高速公路網路的一環，交通部將兩工程機構合併整編為「交通部臺灣區國道新建工程局」，負責業務擴展到建構全台灣高速公路路網的整體事宜。
- 2009年初，由於臺灣西部高速公路路網工程陸續完工，加上蘇花高速公路等臺灣東部國道高速公路後續計畫陸續停擺，在「無路可蓋」的情況下，交通部原計畫直接裁撤臺灣區國道新建工程局，大部分職員移撥到交通部臺灣區國道高速公路局等相關單位；但因行政院功能業務與組織調整，延至交通部實施組織調整後施行。
- 2017年5月26日，立法院三讀通過《交通部高速公路局組織法》，交通部臺灣區國道新建工程局確定與交通部臺灣區國道高速公路局合併整編為交通部高速公路局。
- 2018年2月12日，因應《交通部高速公路局組織法》，交通部臺灣區國道新建工程局正式走入歷史，並與交通部臺灣區國道高速公路局整編為交通部高速公路局。

## 組織架構

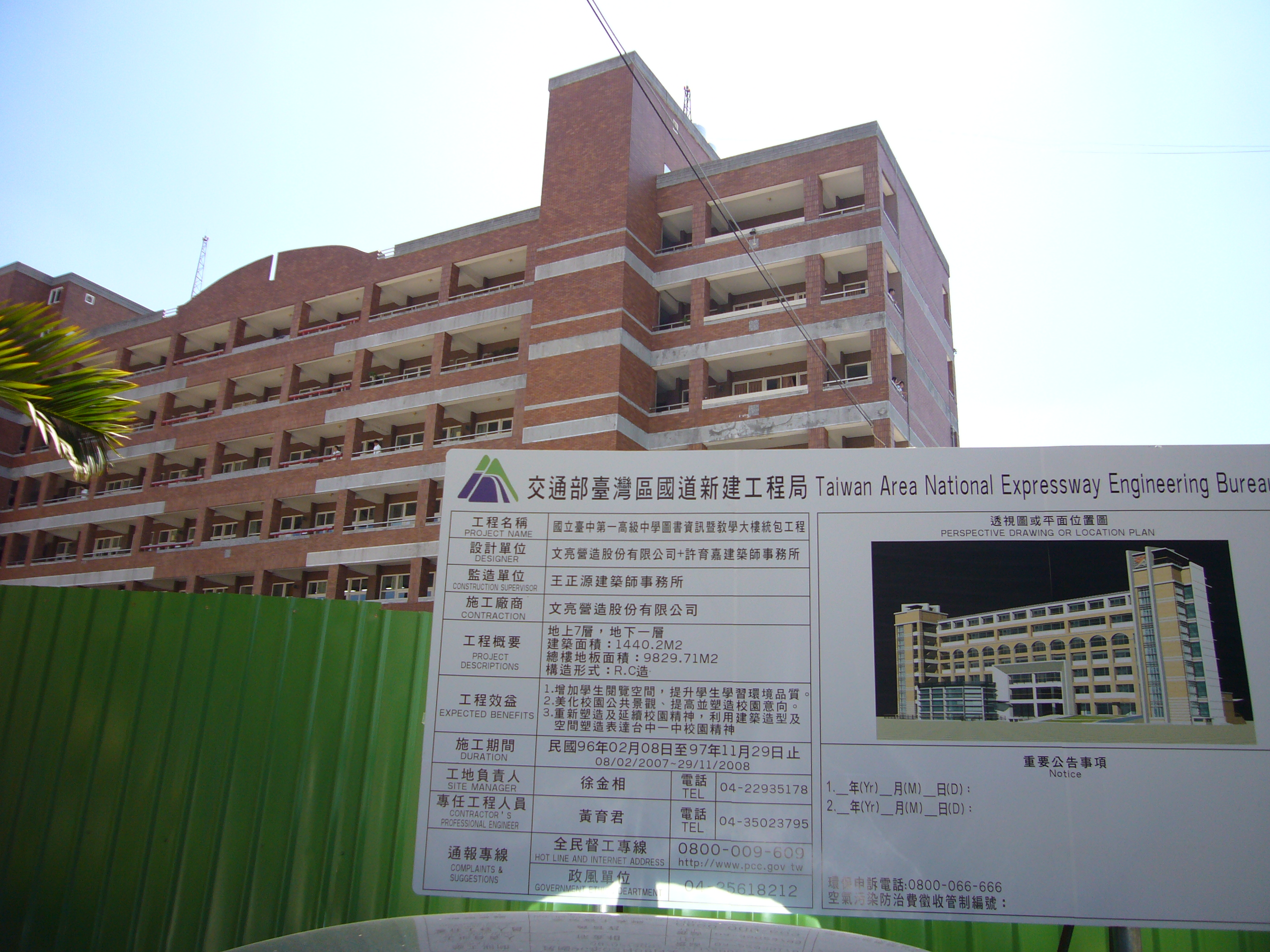
交通部臺灣區國道新建工程局辦理國立臺中第一高級中學圖書資訊暨教學大樓統包工程

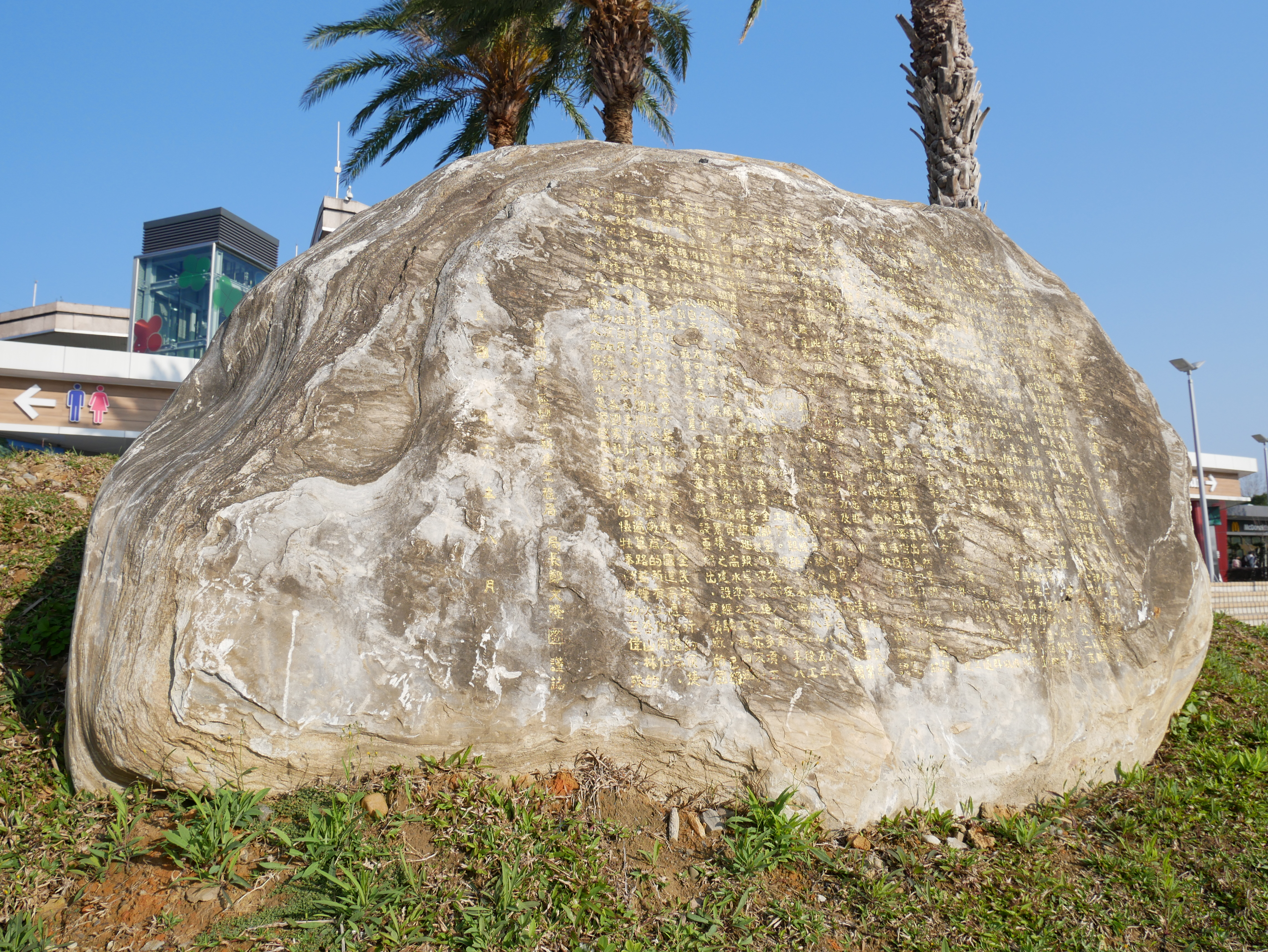
交通部臺灣區國道新建工程局局長鄭文隆所題「北部區域第二高速公路工程竣工紀要」碑，1997年8月

- 局長
  - 副局長
    - 主任秘書
    - 總工程司
      - 副總工程司

局本部
- 規劃組
- 設計組
- 工務組
- 用地組
- 行政室
- 會計室
- 政風室
- 人事室
- 第一區工程處
- 第二區工程處